# Winnie l'ourson et l'Éfélant
Série Winnie l'ourson
Les Aventures de Petit Gourou
(2004) Winnie l'ourson
(2011)
Pour plus de détails, voir Fiche technique et Distribution.
Winnie l'ourson et l'Éfélant (Pooh's Heffalump Movie) est le 93e long-métrage d'animation des studios Disney. Sorti au cinéma en 2005, le film est inspiré des personnages d'Alan Alexander Milne créés en 1926.

## Synopsis
Winnie et ses amis décident de partir à la chasse à l'Éfélant, mais refusent de laisser Petit Gourou les accompagner. Celui-ci, bien décidé à se joindre à l'expédition, rencontre Lumpy, un jeune Éfélant qui n'a jamais franchi la frontière qui sépare la Forêt des Éfélants de La Forêt des Rêves bleus. Ils sympathisent mais lorsque Winnie et sa troupe le découvrent, ils enferment Lumpy dans un piège. Petit Gourou fera alors tout pour aider son nouvel ami...

## Fiche technique
- Titre original : Pooh's Heffalump Movie
- Titre français : Winnie l'ourson et l'Éfélant
- Réalisation : Frank Nissen
- Scénario : Brian Hohlfeld et Evan Spiliotopoulos
- Musique : Joel McNeely
- Productrice déléguée : Jessica Koplos-Miller
- Production : Walt Disney Pictures et Disneytoon Studios
- Budget : 20 millions USD
- Société de distribution : Buena Vista Pictures Distribution
- Langue : anglais
- Durée : 66 minutes
- Dates de sortie :
  - États-Unis : 11 février 2005
  - France : 13 avril 2005

## Distribution

### Voix originales
- Jim Cummings : Winnie l'ourson / Tigrou
- John Fiedler : Porcinet
- Kath Soucie : Maman Gourou
- Nikita Hopkins] : Petit Gourou
- Ken Sansom : Coco Lapin
- Peter Cullen : Bourriquet
- Brenda Blethyn : Maman Éfélant
- Kyle Stanger : Lumpy

### Voix françaises
- Roger Carel : Winnie l'ourson, Coco Lapin
- Jean-Claude Donda : Winnie l'ourson (Chant)
- Patrick Préjean : Tigrou
- Hervé Rey : Porcinet
- Michel Mella : Coco Lapin (Chant)
- Céline Monsarrat : Maman Gourou
- Claire Guyot : Maman Gourou (Chant)
- Kilean Lebon : Petit Gourou
- Wahid Lamamra : Bourriquet
- Monique Thierry : Maman Éfélant
- Lewis Weill : Lumpy
- Nicole Croisille : Soliste

### Voix québécoises
- Pierre Lacasse : Winnie l'ourson
- Daniel Picard : Tigrou
- Daniel Lesourd : Porcinet
- Denis Michaud : Coco Lapin
- François-Nicolas Dolan : Petit Gourou
- Madeleine Arsenault : Maman Gourou
- Vincent Potel : Bourriquet
- Alexandre Bacon : Lumpy
- Carole Chatel : Maman Éfélant et Maman Gourou (chant)
- Monique Fauteux : Soliste
- Daphné Asselin, Clément Asselin-Martin, Pierre Bédard, Marie-Michèle Lussier, Linda Mailho, Catherine Léveillé et José Paradis : Chœur

## Chansons du film
- Winnie l'ourson ou La Forêt enchantée au Québec (Winnie the Pooh) - Soliste
- Effrayants affolants éfélants ou Horribles et effrayants éfélants au Québec (The Horribly Hazardous Heffalumps) - Tigrou et les autres
- Grand Petit Gourou ou Cher Petit Gourou au Québec (Little Mr Roo) - Maman Gourou et soliste
- Le Jeu du nom ou La Chanson des noms au Québec (The Name Game) - Lumpy
- Badaboum - Lumpy
- Ensemble (Main dans la main) ou Inséparables au Québec (Shoulder to Shoulder) - Soliste et chœurs
- Grand Petit Gourou (reprise) ou Cher Lumpy-Dou au Québec (Little Lumpy Doo) - Petit Gourou
- Le Jeu du nom / La Chanson des noms (reprise) - Lumpy et Petit Gourou